# Google Pay
Google Pay, dawniej Android Pay (zapisywany także jako GPay) – system płatności internetowej, którego właścicielem jest amerykańskie przedsiębiorstwo Google. System umożliwia płatność w aplikacjach, na stronach internetowych, w sklepach, bankach i u dostawców płatności.
Google Pay powstało 20 lutego 2018 roku w wyniku połączenia Android Pay i Google Wallet. Usługa zadebiutowała w Polsce 16 listopada 2016 roku (jeszcze jako Android Pay), a polscy użytkownicy mogli z niej korzystać już następnego dnia, od 17 listopada 2016 r.
Aplikacja Google Pay została zainstalowana ponad miliard razy.